# Antón Chupkov
Antón Mijáilovich Chupkov –en ruso, Антон Михайлович Чупков– (Moscú, 22 de febrero de 1997) es un deportista ruso que compite en natación, especialista en el estilo braza.
Participó en dos Juegos Olímpicos de Verano, obteniendo una medalla de bronce en Río de Janeiro 2016, en la prueba de 200 m braza, y el cuarto lugar en Tokio 2020, en la misma prueba.
Ganó dos medallas de oro en el Campeonato Mundial de Natación, en los años 2017 y 2019, y cuatro medallas en el Campeonato Europeo de Natación, en los años 2018 y 2021.

## Palmarés internacional
| Juegos Olímpicos   | Juegos Olímpicos        | Juegos Olímpicos  | Juegos Olímpicos  |
| Año                | Lugar                   | Medalla           | Prueba            |
| ------------------ | ----------------------- | ----------------- | ----------------- |
| 2016               | Río de Janeiro (Brasil) | Medalla de bronce | 200 m braza       |
| Campeonato Mundial |                         |                   |                   |
| Año                | Lugar                   | Medalla           | Prueba            |
| 2017               | Budapest (Hungría)      | Medalla de oro    | 200 m braza       |
| 2019               | Gwangju (Corea del Sur) | Medalla de oro    | 200 m braza       |
| Campeonato Europeo |                         |                   |                   |
| Año                | Lugar                   | Medalla           | Prueba            |
| 2018               | Glasgow (Reino Unido)   | Medalla de oro    | 200 m braza       |
| 2018               | Glasgow (Reino Unido)   | Medalla de plata  | 4 × 100 m estilos |
| 2018               | Glasgow (Reino Unido)   | Medalla de bronce | 100 m braza       |
| 2021               | Budapest (Hungría)      | Medalla de oro    | 200 m braza       |